# Maya Widmaier-Picasso
Maya Widmaier-Picasso, nascida María de la Concepción Picasso (Boulogne-Billancourt, 5 de setembro de 1935 – 20 de dezembro de 2022), foi a única filha de Pablo Picasso e de Marie-Thérèse Walter, célebre por ter sido representada por seu pai em numerosas obras entre 1935 e 1944.

## Biografia
Maya Widmaier-Picasso foi representada notavelmente na famosa série Maya com Bonecas, uma das pinturas que foi roubada em 27 de fevereiro de 2007, depois encontrada alguns meses depois.
É casada com Pierre Widmaier, ex-oficial naval, com quem tem três filhos: Olivier, Richard e Diana. A sua filha Diana Widmaier Picasso (nascida em 1972) é historiadora de arte.

## Doação em 2021
Em 2021, Maya doou nove obras de Picasso como parte de um acordo fiscal com o Estado francês. A doação permitirá aos herdeiros evitar grandes encargos fiscais sobre as heranças.
Esta doação contribui para manter o Museu Picasso como o maior repositório da obra do pintor, com mais de 5 000 peças, incluindo 300 pinturas.
A primeira obra doada é Don José Ruiz (1895), uma pintura do início artístico do artista. Picasso pintou o seu pai de perfil, com uma paleta de castanhos, captando em tela a seriedade de um homem cuja disciplina foi a chave do início da carreira de Picasso como pintor.
A segunda é Estudio para una intérprete de mandolina (1932), um trabalho misto em óleo e carvão vegetal, enquanto a terceira – Niño con piruleta sentado debajo de una silla (1938) – foi a obra escolhida para ser revelada perante a imprensa e os convidados. É uma pintada no auge do vigor artístico de Picasso: um retrato a preto e branco, cubista, reminiscente das figuras encurraladas em Guernica.
O Retrato de Émilie Marguerite Walter (Mémé) (1939) é do mesmo estilo, mas a avó de Maya, a mãe sueca de Marie-Thérèse, é pintada a cores.
A escultura La Venus del Gas (1945) demonstra a capacidade de Picasso de surpreender: o artista utilizou um queimador a gás, endireitou-o, colocou-lhe um pedestal de madeira e transformou-o magicamente numa deusa com um ar pré-histórico.
El Bobo (1959) concentra toda a influência dos grandes mestres. Trata-se de uma pintura a óleo que se apropria da figura do anão da corte, tão frequentemente retratada por Velázquez.
Picasso estava também muito interessado na pintura do seu país anfitrião, pelo que a sua filha doou ao museu um caderno de esboços do Almuerzo sobre la Hierba de Edouard Manet (1863).
Cabeza de hombre é uma pintura a óleo de 1971, que foi escolhida para ilustrar a capa do catálogo da última exposição da vida do artista.
A última peça doada a França não é uma obra de Picasso, mas uma peça que o acompanhou durante toda a sua vida desde que a comprou, na primeira década do século XX: uma estatueta Tiki das Ilhas Marquesas, um exemplo de arte primitiva.

## Morte
Morreu, em 20 de dezembro de 2022, cercada por sua família, conforme comunicado enviado à Agence France-Presse (AFP), pelo advogado francês Richard Malka, próximo da família.